# Gmina Diamond Lake (Iowa)

Położenie Gminy Diamond Lake w hrabstwie Dickinson

Gmina Diamond Lake (ang. Diamond Lake Township) – gmina w USA, w stanie Iowa, w hrabstwie Dickinson. Według danych z 2000 roku gmina miała 296 mieszkańców, a jej powierzchnia wynosi 74,58 km².